# Уруссу
Уруссу́ (тат. Урыссу) — посёлок городского типа, административный центр Ютазинского района Республики Татарстан России. Образует муниципальное образование посёлок городского типа Уруссу со статусом городского поселения как единственный населённый пункт в его составе.

## География
Посёлок расположен на левом берегу реки Ик, в 380 км к юго-востоку от Казани.
Через посёлок проходят несколько автодорог республиканского и районного значения, а также железная дорога Уфа—Ульяновск, имеется станция Уруссу.

## История
Уруссу появился в 1945-1946 годах как рабочий посёлок в связи со строительством Уруссинской ГРЭС, хотя официальным годом появления считается 1947 год. Назван по наименованию близлежащей деревни. В 1958—1963 и с 1991 года — районный центр.
В тюркских языках, в том числе казахском, киргизском и старотатарском, слово «ырыс» переводится как «счастье, изобилие, достаток»; слово «су» с татарского переводится как «вода». При переходе татарского языка с арабского письма на кириллицу «Ырыс-су» превратилось в «Уруссу».

## Население
| 1959    | 1970    | 1979    | 1989    | 2002    | 2005    | 2006    |
| ------- | ------- | ------- | ------- | ------- | ------- | ------- |
| 11 572  | ↗11 929 | ↘10 738 | ↘10 663 | ↗11 258 | ↘11 082 | ↘11 059 |
| 2007    | 2009    | 2010    | 2011    | 2012    | 2013    | 2014    |
| ↗11 104 | ↘11 040 | ↘10 681 | ↘10 666 | ↘10 558 | ↘10 543 | ↗10 561 |
| 2015    | 2016    | 2017    | 2018    | 2019    | 2020    | 2021    |
| ↗10 577 | ↗10 637 | ↘10 570 | ↘10 551 | ↗10 584 | ↗10 633 | ↘10 520 |

Национальный состав
В 2009 году из 11 040 человек — 6192 татар, 4502 русских и 409 человек других национальностей: удмурты, чуваши, немцы.

## Экономика
В посёлке находятся 4 общеобразовательные школы, музыкальная школа, детско-спортивная школа, 5 детских садов, больница, две библиотеки, ДК «Энергетик», КТЦ «Восток» и т.п